# Madagascar 2
Madagascar 2 (Madagascar: Escape 2 Africa) è un film d'animazione del 2008 diretto da Eric Darnell e Tom McGrath.
In Italia è noto anche col titolo Madagascar 2 - Via dall'isola ed è il seguito del film Madagascar, uscito nel 2005 e prodotto anch'esso dalla DreamWorks.
Madagascar 2 è uscito il 7 novembre 2008 e ha incassato $ 603,9 milioni in tutto il mondo, diventando così il sesto film di maggior incasso del 2008. È dedicato a Bernie Mac (il doppiatore di Zuba), morto prima dell'uscita del film.

## Trama
(Zuba)
Kenya, 1982. Alakay è il figlio di Zuba, leone alfa di un branco di suoi simili in una riserva, e di sua moglie, la leonessa Florrie. Nonostante suo padre tenti di educarlo ad essere un bravo leone alfa, il cucciolo non si mostra particolarmente interessato alla questione e si lascia trasportare da altri interessi, soprattutto dalla danza. Zuba deve però guardarsi da Makunga, un leone malvagio che vorrebbe prendere il suo posto di leone alfa. Dopo essersi provocati a vicenda, Zuba e Makunga si sfidano a duello. Mentre i due combattono, Alakay cade in un tranello dei bracconieri: segue una corda che lo conduce fuori dalla riserva, in cui nessun animale osa avventurarsi, venendo catturato e chiuso dentro una cassa. Il padre, accortosi della sua assenza, parte all'inseguimento dei bracconieri, ma durante la fuga del camion un cacciatore ferisce Zuba e la cassa con dentro il cucciolo cade nel fiume e da lì in mare, finendo il suo viaggio a New York. Alakay viene quindi portato allo zoo di Central Park, dove viene ribattezzato Alex. Crescendo diventa il beniamino dell'intero zoo, diventando infine il famoso Alex il leone. Dopo la fuga degli animali dallo zoo, i cittadini si radunano a Central Park per una veglia funebre in onore di Alex e dei suoi tre amici, che risultano dispersi.
Nel presente, Alex, Marty, Melman e Gloria si preparano a lasciare il Madagascar per tornare a New York: i pinguini hanno infatti riparato il vecchio aereo incastrato nell'albero. Assieme ai pinguini e ai quattro protagonisti, partono anche il re dei lemuri Julien, il suo consigliere Maurice e le scimmie Phil e Mason. Il piccolo Mortino, invece, viene volutamente lasciato fuori dall’aereo ma, anche se per poco, riesce ad aggrapparsi ad esso e salire a bordo. Dopo qualche ora di volo, a causa dell'esaurimento del carburante, l’aereo precipita giù atterrando nel bel mezzo di una savana africana dopo aver perso molti pezzi. Alex e i suoi amici, visibilmente scossi e preoccupati dall’incidente, chiedono spiegazioni ai pinguini, che tuttavia li avvertono che ci vorrà del tempo perché l’aereo venga riparato e si possa riprendere il viaggio. Incamminandosi per chiedere aiuto, incontrano un gruppo di turisti in gita, tra cui un'anziana signora di nome Nana (comparsa brevemente nel primo film), che mette Alex al tappeto dopo una breve colluttazione. Arrivano poi in una grande colonia di animali, nella quale si trova Zuba. Quest'ultimo, avvertito dell'intrusione, affronta Alex e i suoi amici, finché non nota che lui e Alex hanno la stessa macchia su una zampa, realizzando che il leone che ha davanti ai suoi occhi è proprio suo figlio Alakay: i due, commossi, si abbracciano tra il tripudio generale.
Nel frattempo, gli altri tre animali del gruppo scoprono la vita all'interno della riserva: Marty conosce una mandria di zebre come lui ma, benché inizialmente felice di trovarsi tra i suoi simili, col tempo diviene molto turbato dall'eccessiva somiglianza con loro; Melman diventa una sorta di dottore per gli animali (che prima di allora si lasciavano morire all'interno di una fossa quando si ammalavano) fino a quando uno dei suoi assistenti gli fa notare una misteriosa "macchia" addosso a lui (in realtà una qualsiasi delle sue macchie naturali) indice di una malattia, il morbo dello stregone, che aveva fatto morire anche il precedente guaritore, così Melman si convince di non avere più molto da vivere; Gloria si unisce a un gruppo di ippopotami e attira l'attenzione del maschio palestrato Moto Moto, ma il flirt con lui dura poco in quanto si rivela essere un dongiovanni interessato a lei solo per il suo fisico; Julien, invece, si autoproclama sovrano di tutti gli animali della riserva, con Maurice che gli funge da consigliere.
Makunga, che assiste alla scena del ricongiungimento familiare da lontano, medita di usare Alex per prendere il posto di Zuba come leone alfa del branco. Nel mezzo dei festeggiamenti per Alex, infatti, ricorda a Zuba che il figlio non ha ancora compiuto il suo rito di passaggio, cerimonia in cui i leoncini si guadagnano la criniera (cioè il rispetto) lottando. Prima che Alex scenda nell'arena, Makunga lo prende in disparte e gli consiglia un temibile avversario, Teetsi. Alex, tuttavia, crede che la prova sia una competizione di danza e non una lotta e viene facilmente messo KO: a questo punto, secondo la tradizione, dovrebbe essere bandito ed esiliato dal suo stesso padre. Pur di non fare questo torto ad Alex, però, Zuba decide di lasciare il comando di leone alfa e quindi Makunga se ne impadronisce, esiliando subito Alex. Tornati nella loro tana, Alex viene duramente rimproverato da Zuba che lo accusa di non essere un vero leone: Alex, sconfortato, se ne va.  
I pinguini, intanto, cercano di riparare l'aereo e incaricano le scimmie Phil e Mason di trovare degli operai. Puntualmente, si presentano migliaia di scimmie che vengono subito assunte. Per poter riparare il velivolo e poter quindi riprendere il viaggio verso l'America, però, hanno bisogno di pezzi di ricambio e perciò rubano la jeep su cui i turisti, visti all’inizio del film, stanno facendo un safari. Nel frattempo, dopo un lungo viaggio attraverso l'oceano, Mortino riesce a raggiungere la terraferma, ma viene inseguito da un grosso squalo che cerca di mangiarlo.
Poco tempo dopo, l'acqua della riserva sparisce. Makunga propone alla colonia una sorta di guerra civile per impossessarsi delle scorte rimaste, mentre Alex decide di andare fuori dalla riserva per verificare cosa sia successo. Makunga lo incoraggia a uscire, dopodiché finge di essere preoccupato per lui e avverte Zuba, che parte subito alla sua ricerca. Alex, insieme a Marty, esce fuori dalla riserva e raggiunge una grande diga costruita con i rami degli alberi. Al di là della diga ci sono i turisti, sprovvisti della jeep i quali, per sopravvivenza, hanno costruito una enorme diga che ha fatto sì che l'acqua della riserva si prosciugasse. Accortisi della loro presenza, i turisti li attaccano: Marty riesce a fuggire, mentre Alex viene catturato.
Gli animali della riserva, intanto, cercano disperatamente di trovare acqua, ma trovano solo diamanti e oro. Di fronte alla loro disperazione, Julien propone loro di offrire un sacrificio alle nereidi dentro un vulcano. Melman, che qualche sera prima aveva assistito a un tentativo di approccio di Moto Moto nei confronti di Gloria, decide di offrirsi volontario. Tutti sono su un vulcano pronti a gettare dentro Melman, che quando sta per cadere nel magma viene fermato da Gloria: i due si dichiarano amore. Nel frattempo, i turisti legano Alex e lo preparano per l'arrostitura. Alex fa in tempo a riconoscere in loro la provenienza newyorkese quando Zuba arriva e libera il figlio. I due distraggono gli umani mettendosi a danzare, per poi venire salvati dai pinguini, i quali hanno finalmente riparato l'aereo e si preparano a fuggire. Alex intima ai pinguini di fuggire il più in fretta possibile, avendo notato Nana armata di fucile intenzionata ad ucciderlo assieme a suo padre, ma la sua richiesta viene mal interpretata da Mason, che capisce che Alex voglia distruggere la diga: l'aereo così sfonda la barriera, facendo così defluire l'acqua. Nel frattempo, sul vulcano, arriva Mortino, ancora inseguito dallo squalo, e lo fa precipitare nella lava, completando così il rito.
L'acqua ritorna infine nella riserva: Alex e Zuba ritornano acclamati dagli animali, ma Makunga si oppone al loro ritorno. Gli animali riescono ad avere la meglio, poiché durante la fuga dai newyorkesi hanno involontariamente catturato Nana che, una volta liberata, vedendo Makunga con la sua borsa, lo picchia e se lo porta via. Sul finire del film, Zuba, ritornato leone alfa, celebra il matrimonio fra il pinguino Skipper e la bambolina, che poi partono per Montecarlo in luna di miele con l'aereo. In tal modo Alex, Marty, Gloria, Melman e i lemuri restano in Kenya.

## Colonna sonora
È stata pubblicata su etichette will.i.am Music Group e Interscope Records.
1. Once Upon a Time in Africa – Hans Zimmer
2. The Traveling Song – will.i.am
3. Party! Party! Party! – Hans Zimmer
4. I Like to Move It – will.i.am
5. Il Buono, il Brutto e il Cattivo - (Polka Version)
6. Big and Chunky – will.i.am
7. Chums – Heitor Pereira
8. New York, New York (Polka Version) – Hans Zimmer
9. Volcano – Hans Zimmer
10. Rescue Me – Hans Zimmer
11. More Than a Feeling – Boston
12. She Loves Me – will.i.am
13. Foofie – Hans Zimmer
14. Copacabana (At the Copa) – Barry Manilow
15. Monochromatic Friends – Hans Zimmer
16. Best Friends – Hans Zimmer
17. Alex On the Spot – Hans Zimmer

## Distribuzione

### Doppiaggio originale
Nella versione originale, in inglese, i doppiatori sono gli stessi del primo film. Per doppiare Gloria da piccola è stata chiamata Willow Smith, la figlia di Jada Pinkett Smith che doppia Gloria da grande.

### Doppiaggio italiano
Nella versione italiana di Madagascar 2, Alex il leone e Marty la zebra sono doppiati sempre da Ale e Franz (come nel primo film) mentre Melman la giraffa e Gloria l'ippopotamo non sono più doppiati da Fabio De Luigi e Michelle Hunziker ma da Roberto Gammino e da Chiara Colizzi rispettivamente. Il figlio di Ale, Filippo, dà la voce al piccolo Alex.

### Data di uscita
La data di distribuzione cinematografica è stata il 7 novembre 2008 in USA e il 19 dicembre 2008 in Italia.

### Edizione Italiana e Americana
La distribuzione cinematografica in Italia è stata curata dagli Universal Studios, mentre negli Stati Uniti dalla Paramount Pictures.

## Accoglienza

### Incassi
Al suo primo giorno,  il film ha incassato $ 17.555.027 da 4.056 sale. A fine corsa ha incassato 180010950 $ in Nordamerica (29,8% degli incassi) e 423889404 $ in altre regioni (70,2%), per un totale mondiale di 603900354 $. In Italia ha incassato 25091565 €, 30º tra i film con maggiori incassi.

### Critica
Su Rotten Tomatoes ha il 64% di gradimento, con una valutazione media di 5,9/10, basata su 157 recensioni; il consenso recita: "Madagascar 2 è un miglioramento rispetto all'originale, con personaggi più corposi, animazioni più nitide e umorismo più coerente." Metacritic ha classificato il film con "recensioni generalmente favorevoli" e un punteggio di approvazione di 61/100 basato su 25 recensioni, leggermente più alto dell'originale (57/100).

## Riconoscimenti
- 2009 - Saturn Award
  - Candidatura Miglior film di animazione
- 2008 - Critics' Choice Awards
  - Candidatura Miglior film d'animazione
- 2009 - Kids' Choice Award
  - Miglior film d'animazione
  - Candidatura Miglior doppiaggio a Ben Stiller
- 2009 - Golden Reel Award
  - Candidatura miglior montaggio sonoro (Effetti sonori)
- 2008 - Visual Effects Society
  - Candidatura Miglior animazione a Scott B. Peterson, Laurent Kermel, Andrew Wheeler e Greg Gladstone
- 2009 - Visual Effects Society
  - Candidatura Eccezionale animazione in un film d'animazione movimentato (per gli effetti in Africa) a Scott B. Peterson, Laurent Kermel, Andrew Wheeler e Greg Gladstone
- 2009 - Young Artist Awards
  - Candidatura miglior attore giovane a Zachary Gordon
  - Candidatura miglior attore giovane a Thomas Stanley
- 2009 - Annie Awards
  - Candidatura Miglior sceneggiatura a Etan Cohen e Tom McGrath
  - Candidatura Migliori effetti animati a Fangwei Lee
- 2009 - ASCAP Award
  - Top Box Office Films a Hans Zimmer
- 2009 - MTV Movie Awards Russia
  - Miglior film d'animazione

## Altri media

### Videogioco
Nel 2008 è uscito il videogioco ispirato allo film, intitolato Madagascar 2.

## Sequel
Al secondo fa seguito il terzo episodio della trilogia, Madagascar 3 - Ricercati in Europa, uscito nelle sale nell'estate 2012.